# Église Saint-Barthélemy de Poyartin
Pour les articles homonymes, voir Église Saint-Barthélémy.
L'église Saint-Barthélemy est située dans la commune de Poyartin, dans le département français des Landes.

## Historique
La construction de la partie la plus ancienne de l'église Saint-Barthélemy remonte au XIVe siècle.
Au XVe siècle, durant la guerre de Cent Ans, une puissante tour fortifiée est construite. Elle est percée d’archères et dispose d'une bretèche.
Au XVIe siècle, deux collatéraux viennent agrandir l'église qui est alors couverte d'une belle voûte à liernes et tiercerons. Sur la clef de voûte de la nef, on peut lire : « l’an MVCXXXVIII ceste chapeles fut faicte ».
Au XVIIe siècle, aménagement d’un porche au nord de la tour et ouverture de la tour sur la nef principale. Construction de la tribune.
Du XVIIIe siècle au XXe siècle des travaux de réparation et d'entretien sont entrepris. Ainsi, le clocher, sans doute à cause d'impacts de foudre, a été réparé à 10 reprises entre 1779 et 1959. En 1832, de grosses réparations sont effectuées sur la toiture de l'église, puis de nouveau en 1905 où sa charpente menace de s'écrouler...
L'église fait l'objet d'une inscription au titre des monuments historiques depuis le 13 janvier 1998.
En 1999, restauration de la charpente principale et du clocher.

## Architecture
La charpente de la tour-clocher de l’église gothique de Poyartin qui dessine un bulbe de style oriental, est recouverte d'ardoises et de zinc, tandis que ses murs sont parés de puissants contreforts et d’une bretèche qui lui confèrent une beauté toute particulière. Au rez-de-chaussée de la tour, se trouve un escalier en bois qui s'élève jusqu'à la charpente du bulbe où deux cloches sont installées.

## Inventaire
À l’intérieur de l’église se trouve un tableau du XIXe siècle représentant saint Vincent de Paul apportant des enfants à une sœur de la Charité. Cette toile est inscrite dans la liste des objets protégés par les Monuments historiques depuis le 19 mai 1983.
La chaire possède une sculpture représentant saint Roch avec un chien qui date de 1828.
Derrière l’autel de la Vierge se trouve une peinture murale de Duvigneau, peintre décorateur des Beaux-Arts et diplômé de l’École de Peinture de Bruxelles représentant des prisonniers revenant de leur captivité. Cette peinture qui retrace un épisode de la vie de Poyartin où il y a eu 42 prisonniers de guerre, a été inaugurée le 8 mai 1946.
L’église possède des vitraux réalisés en 1907 et signés « G.P. Dragrant Bordeaux ». Le Maître verrier Gustave-Pierre Dragrant (1839-1915) a en effet signé de splendides réalisations qui ont été protégées par les Monuments Historiques comme les vitraux de l’église Saint-Pierre de Roquefort dans les Landes.
Le maître-autel de l’église de Poyartin est exceptionnel en ce sens qu'il a été spécialement conçu pour être installé dans le chœur de la cathédrale d’Aire-sur-Adour. Monseigneur Delannoy, évêque d’Aire et de Dax, en a effectué la commande auprès d’une entreprise lilloise, en veillant à ce que son iconographie soit spécifiquement landaise et que son style s’accorde avec le décor intérieur de cette cathédrale. Malgré toute son attention, ce maître-autel fut refusé à sa livraison en 1898 et, dans un premier temps, il a été installé dans la chapelle du grand Séminaire d’Aire-sur-Adour, puis dans l’église de Poyanne, ensuite dans la chapelle du Grand Séminaire de Dax et enfin en 1960 dans le chœur de l’église de Poyartin grâce à l’intervention de l’abbé Salvat.

## Galerie photos

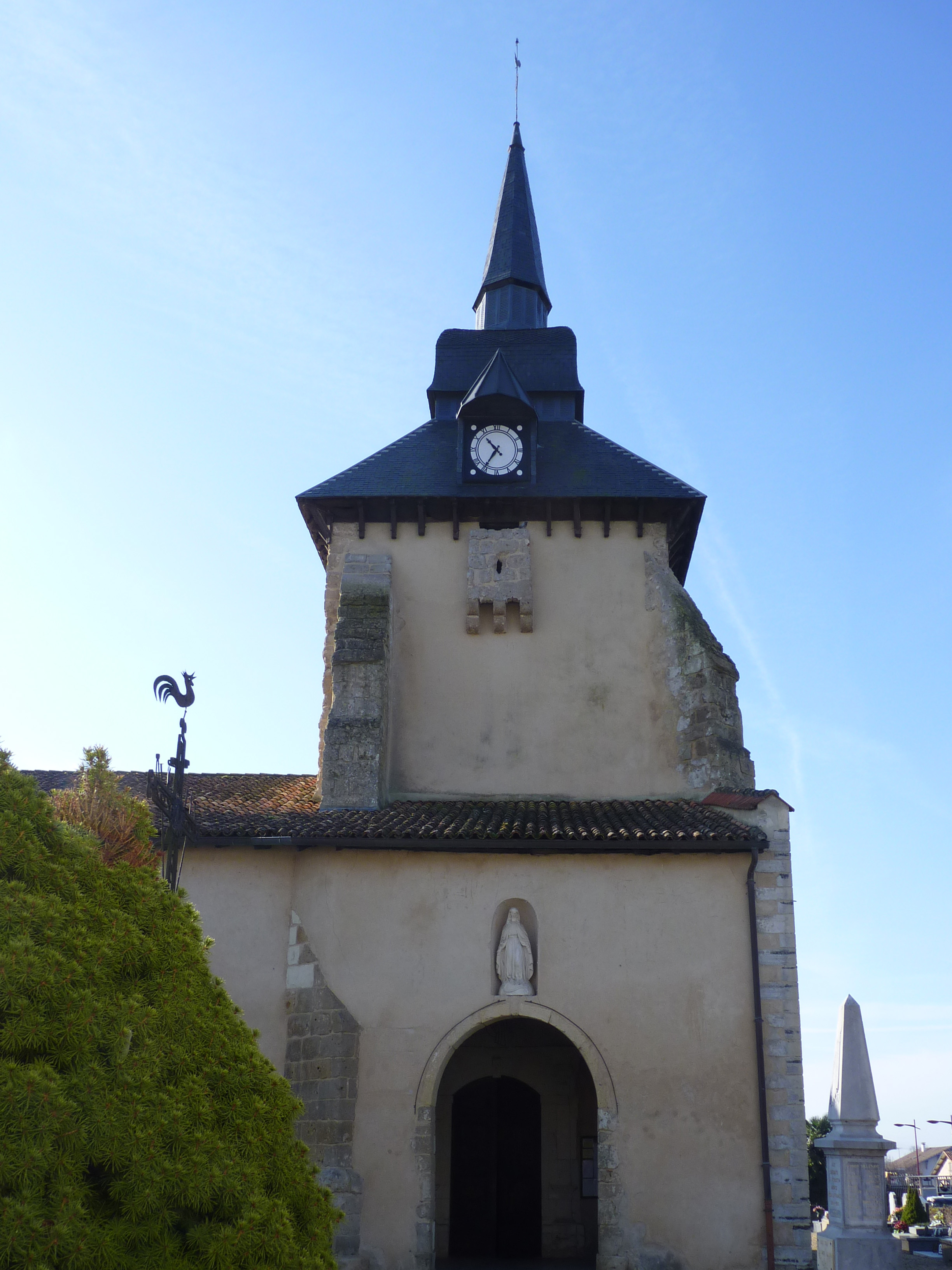
Façade nord
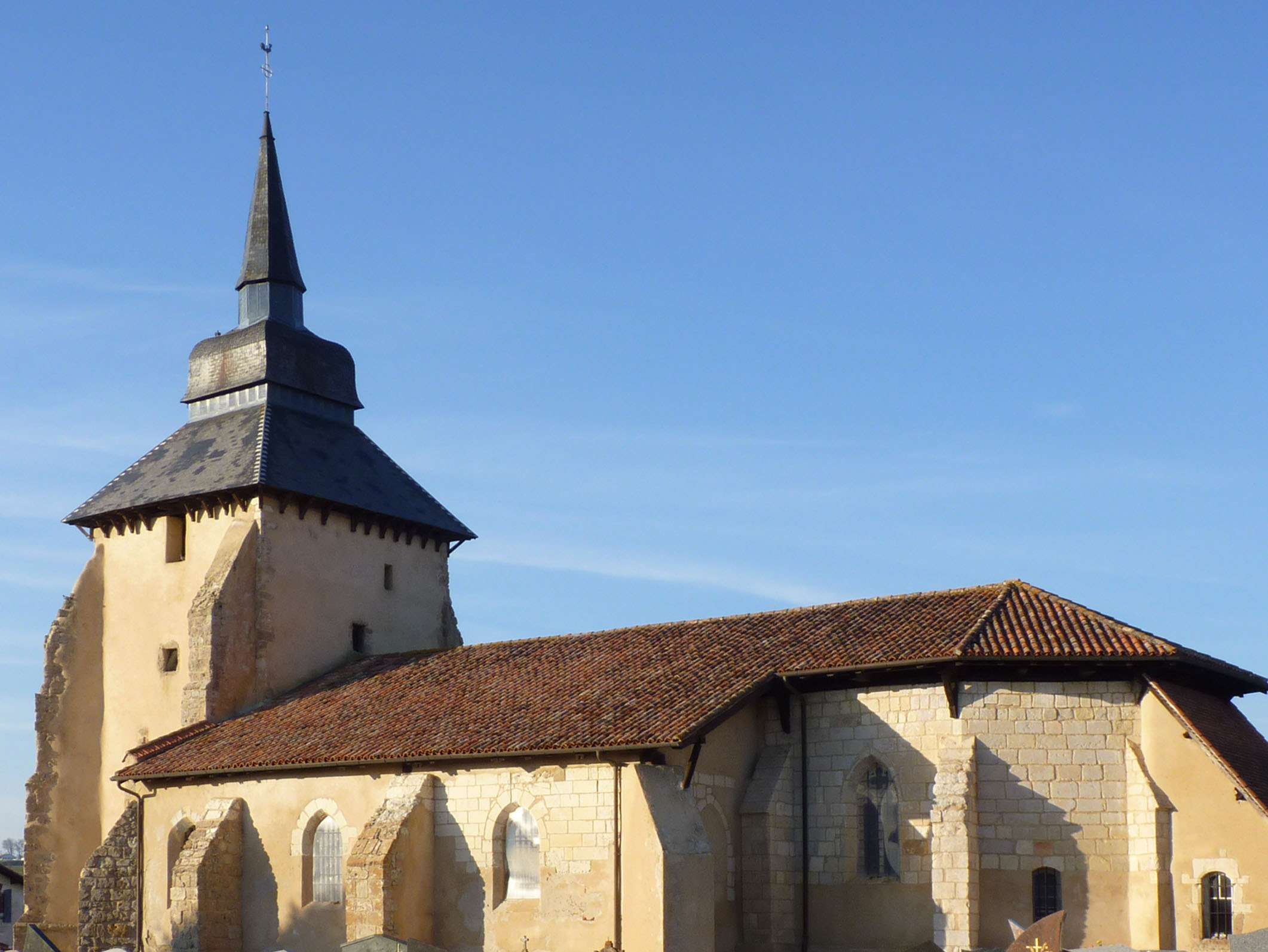
Façade sud
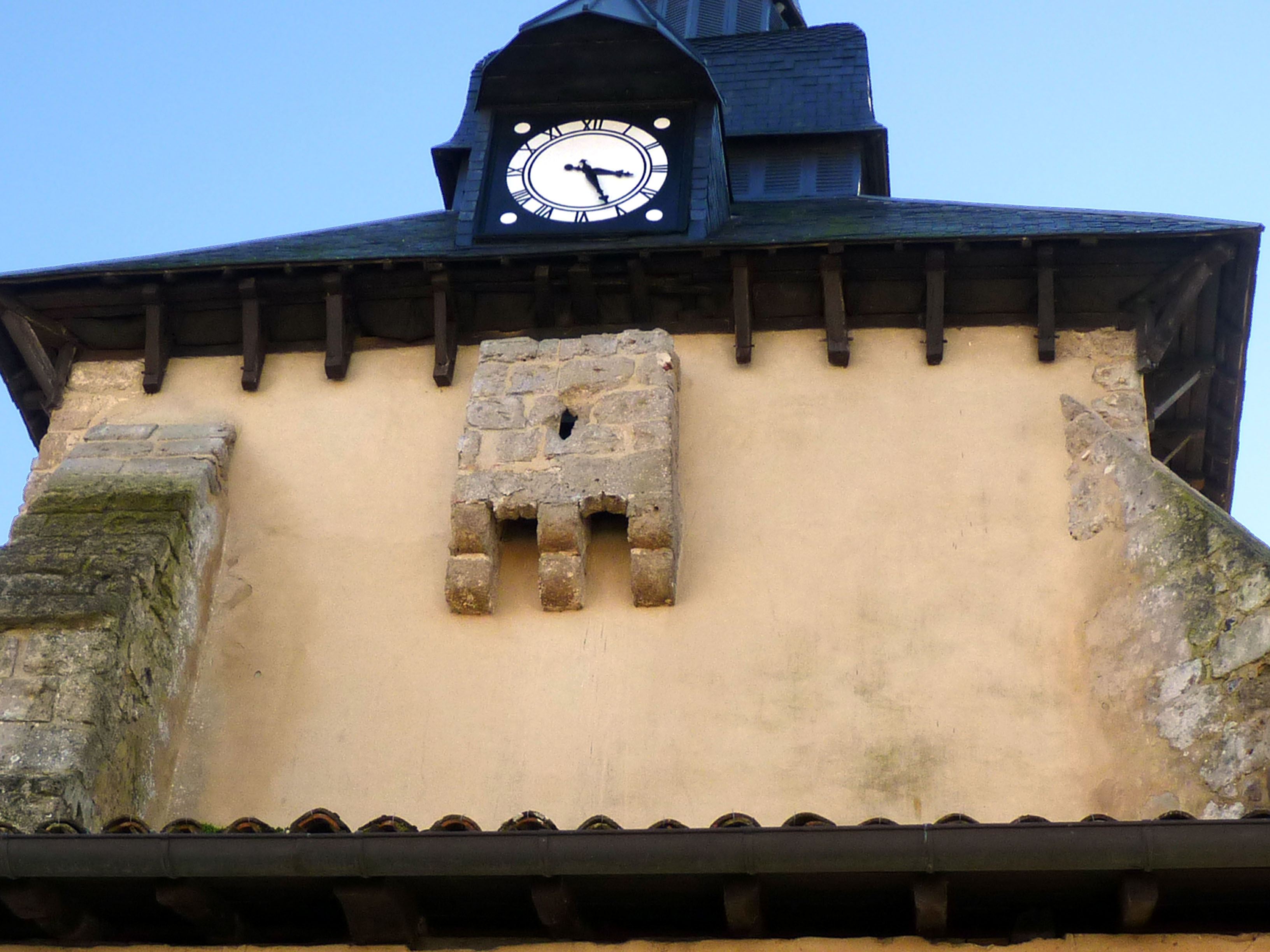
La bretèche de la tour
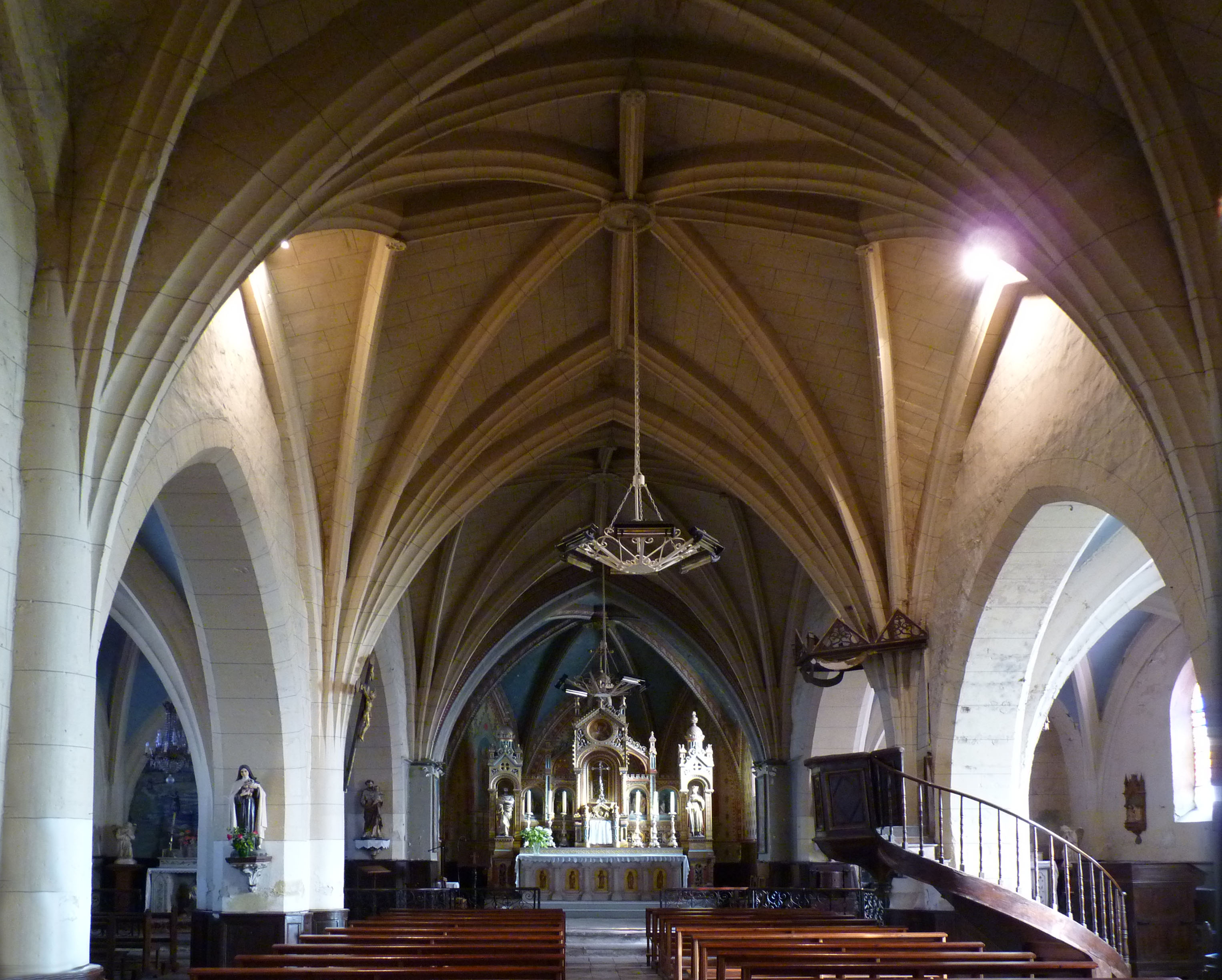
La nef
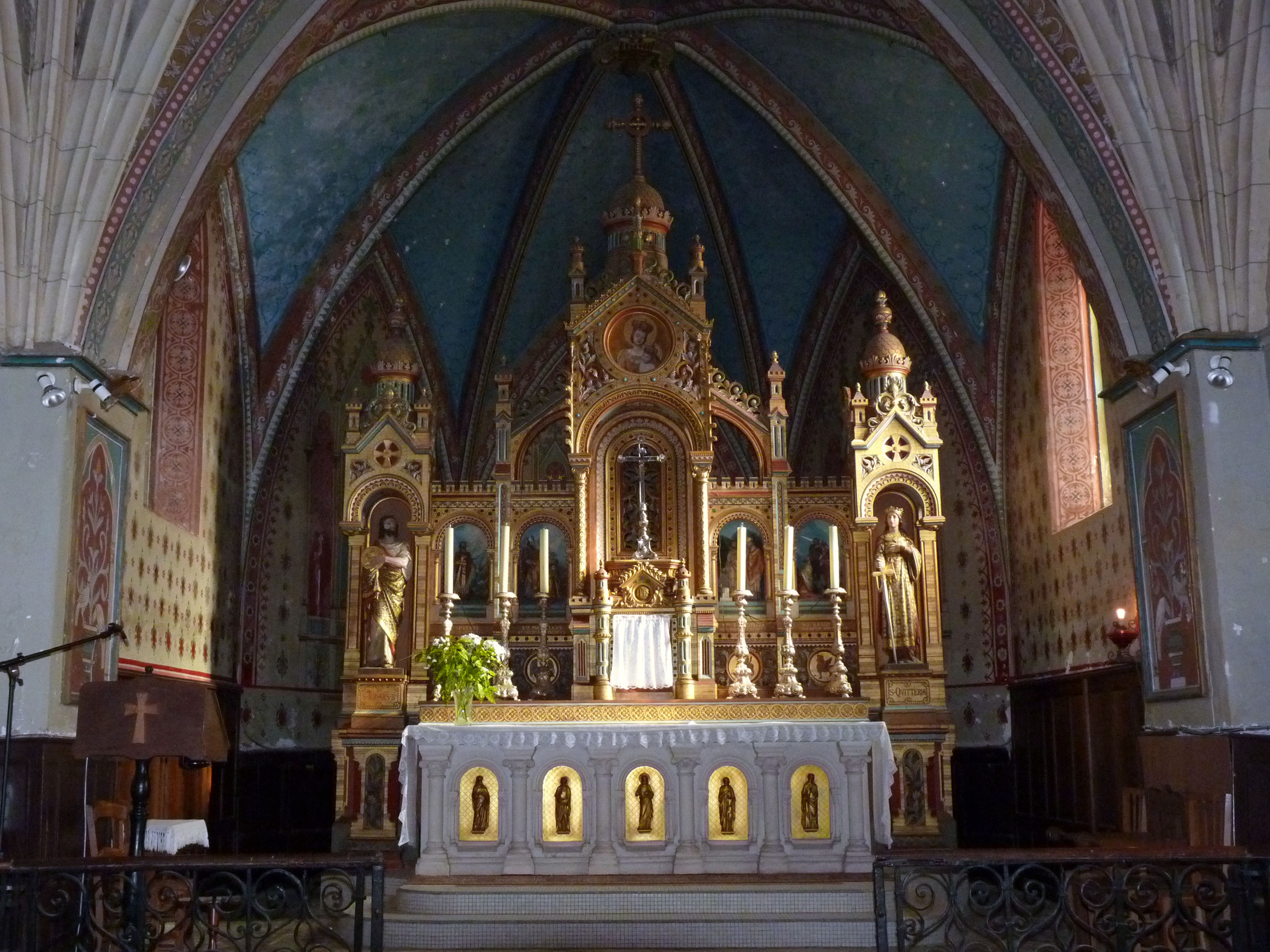
Le maître-autel
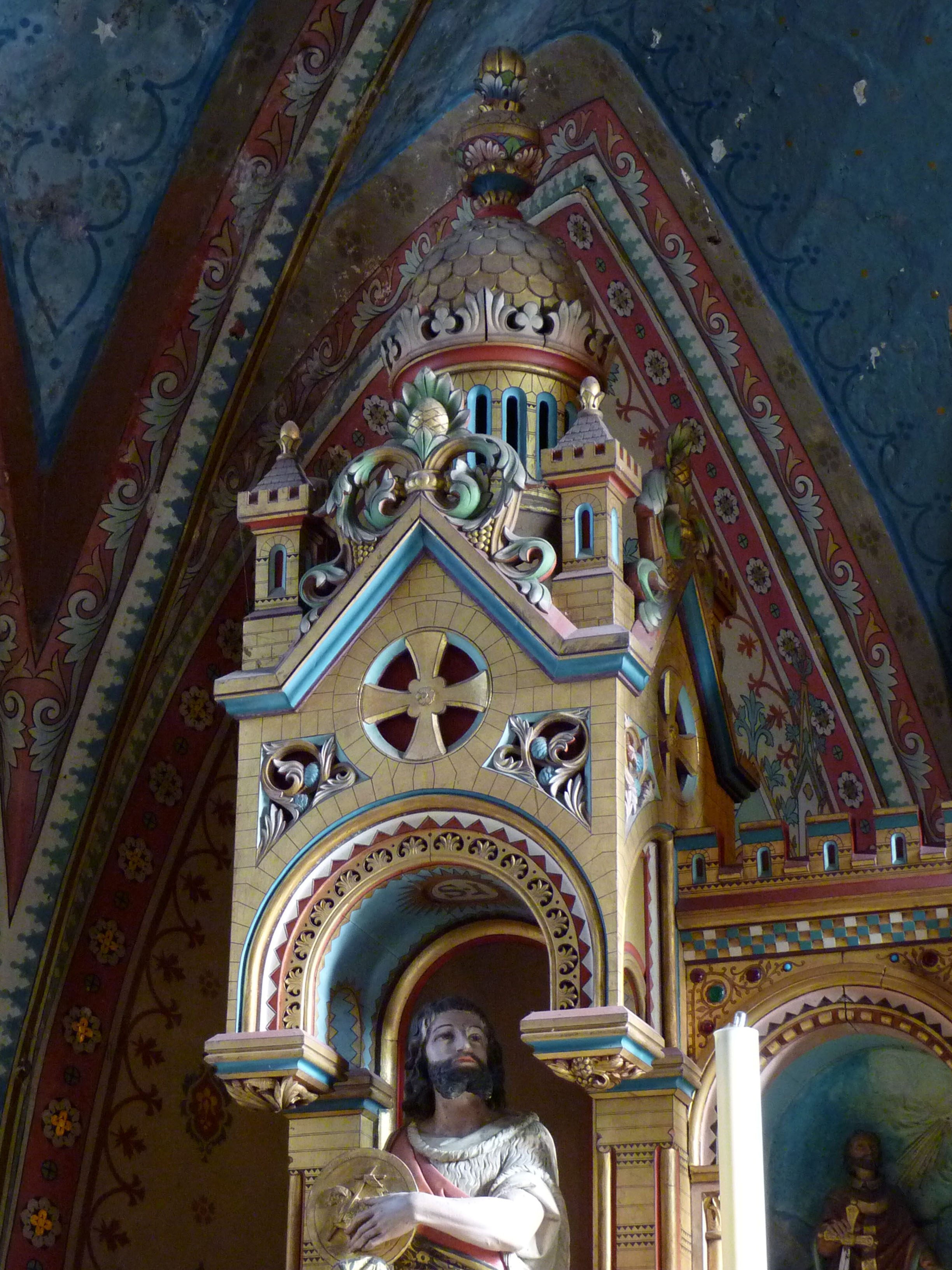
Détail de gauche du maître-autel
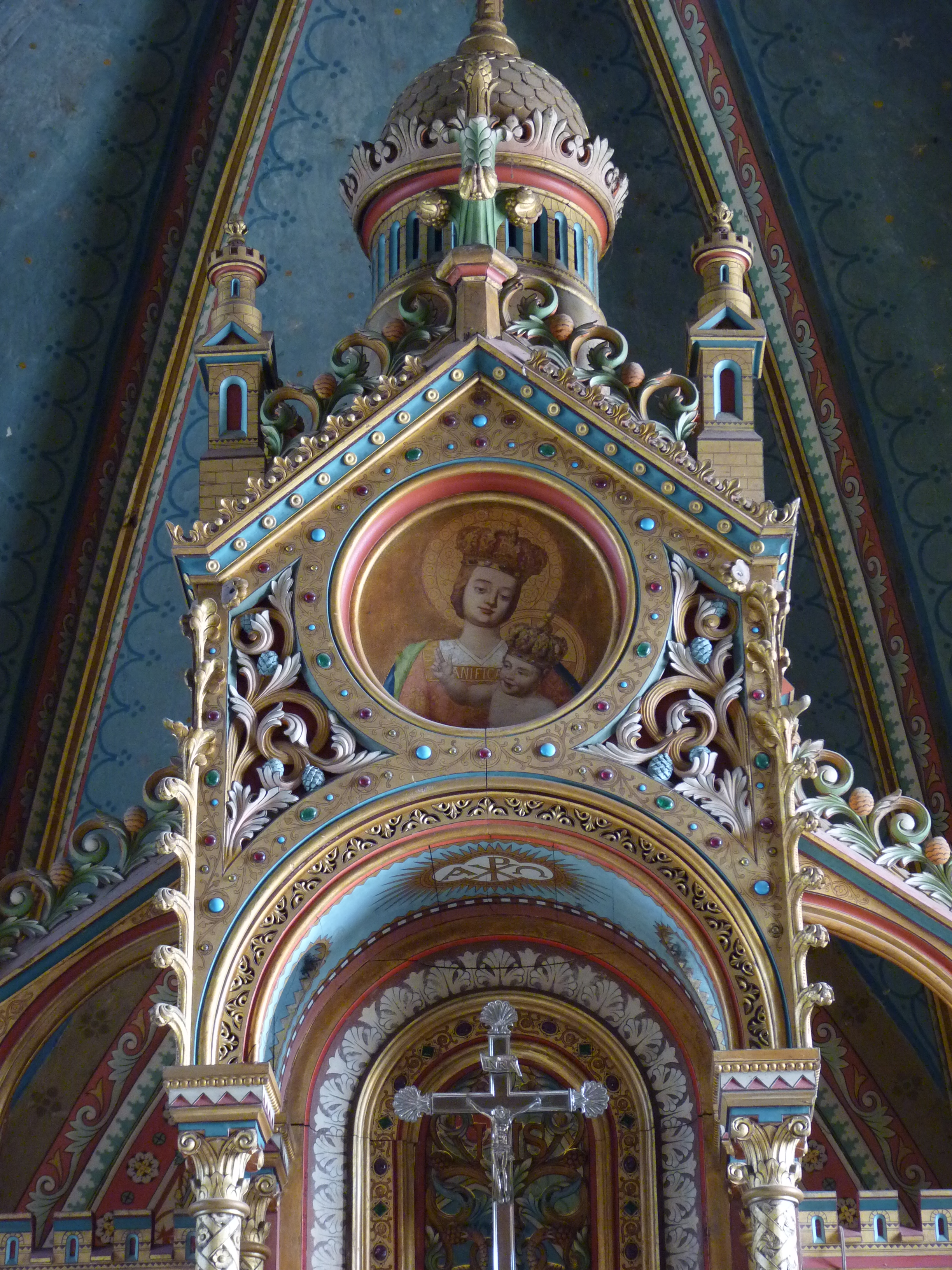
Détail central du maître-autel
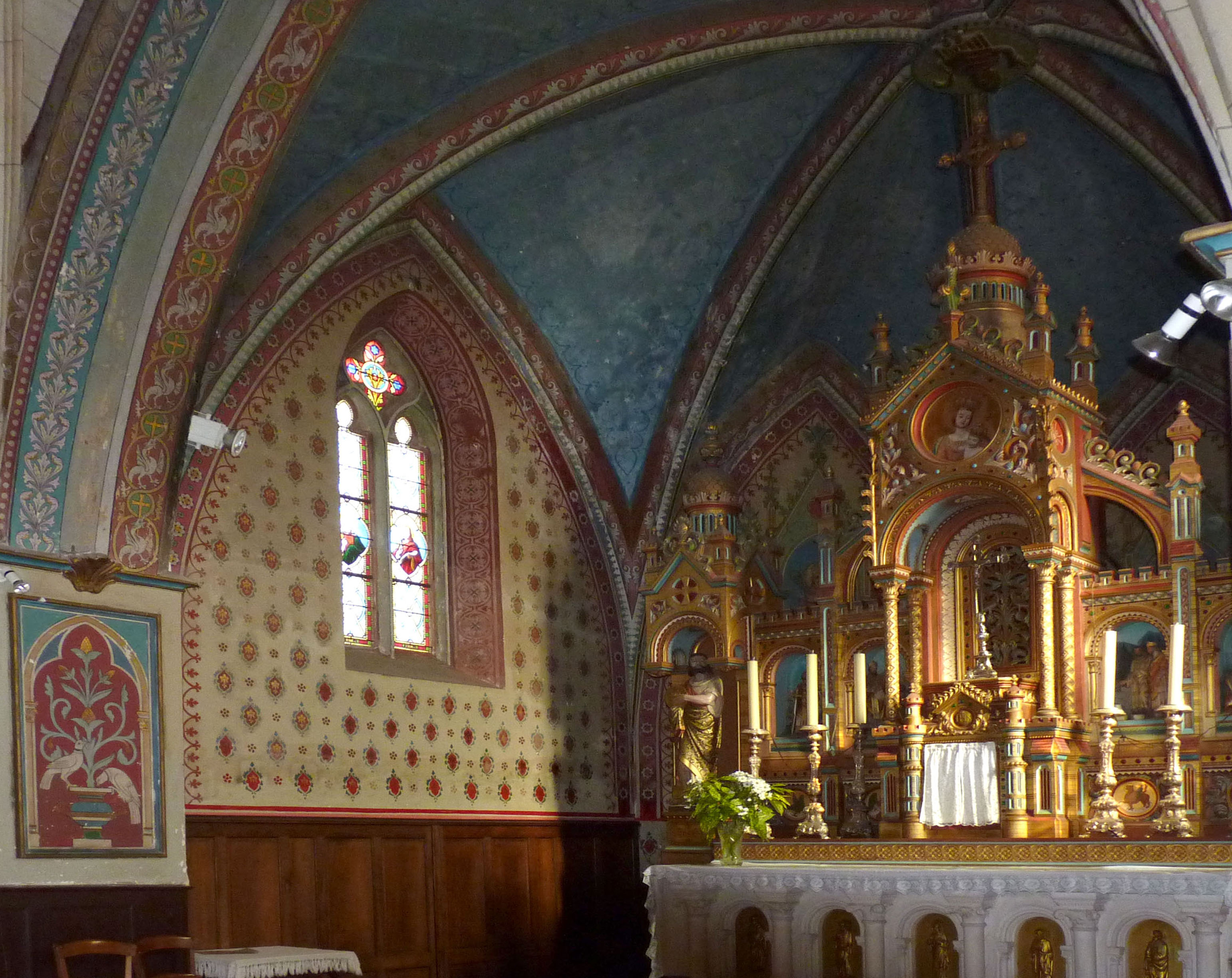
Maître-autel - peinture murale
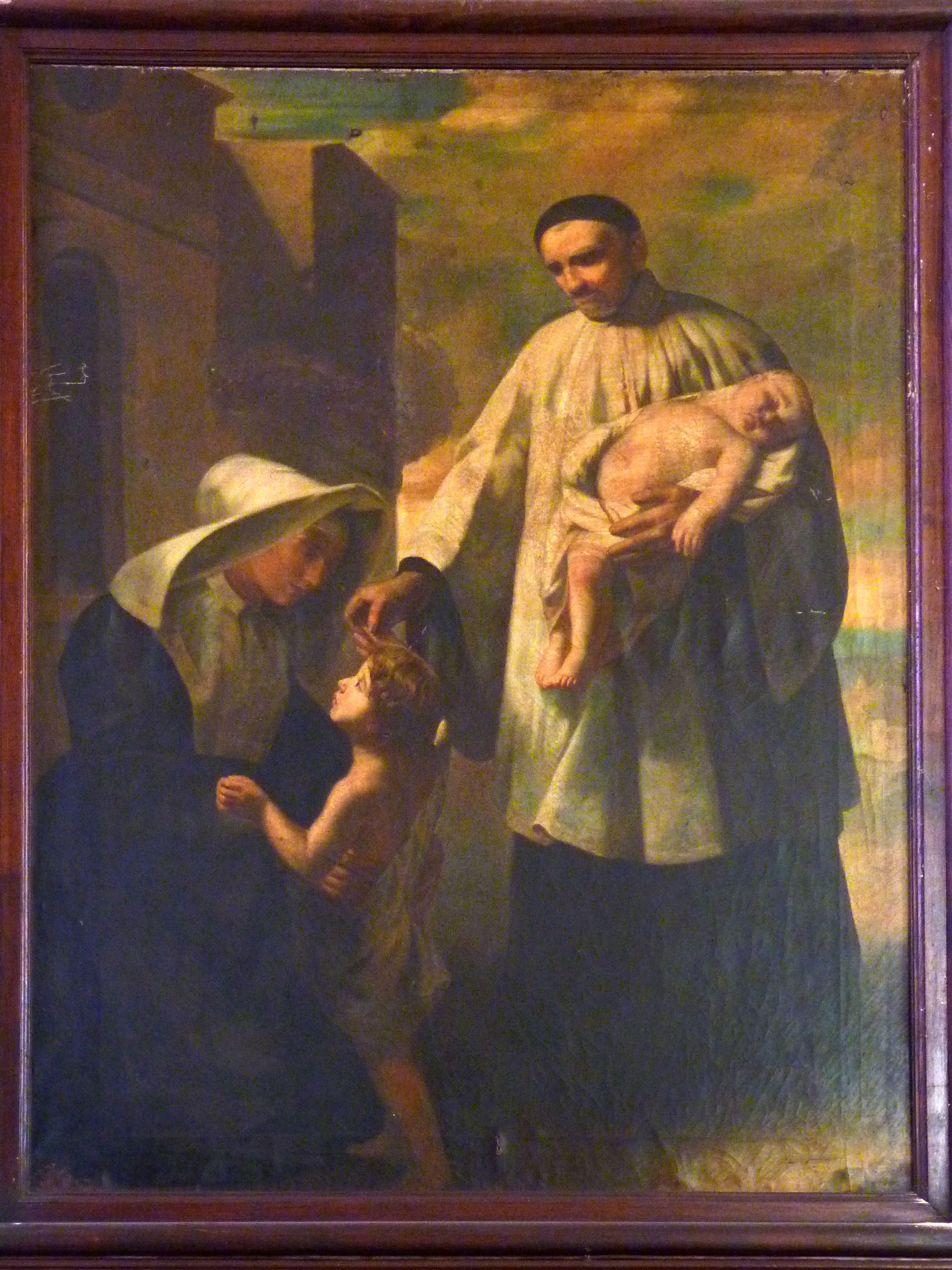
Saint Vincent de Paul
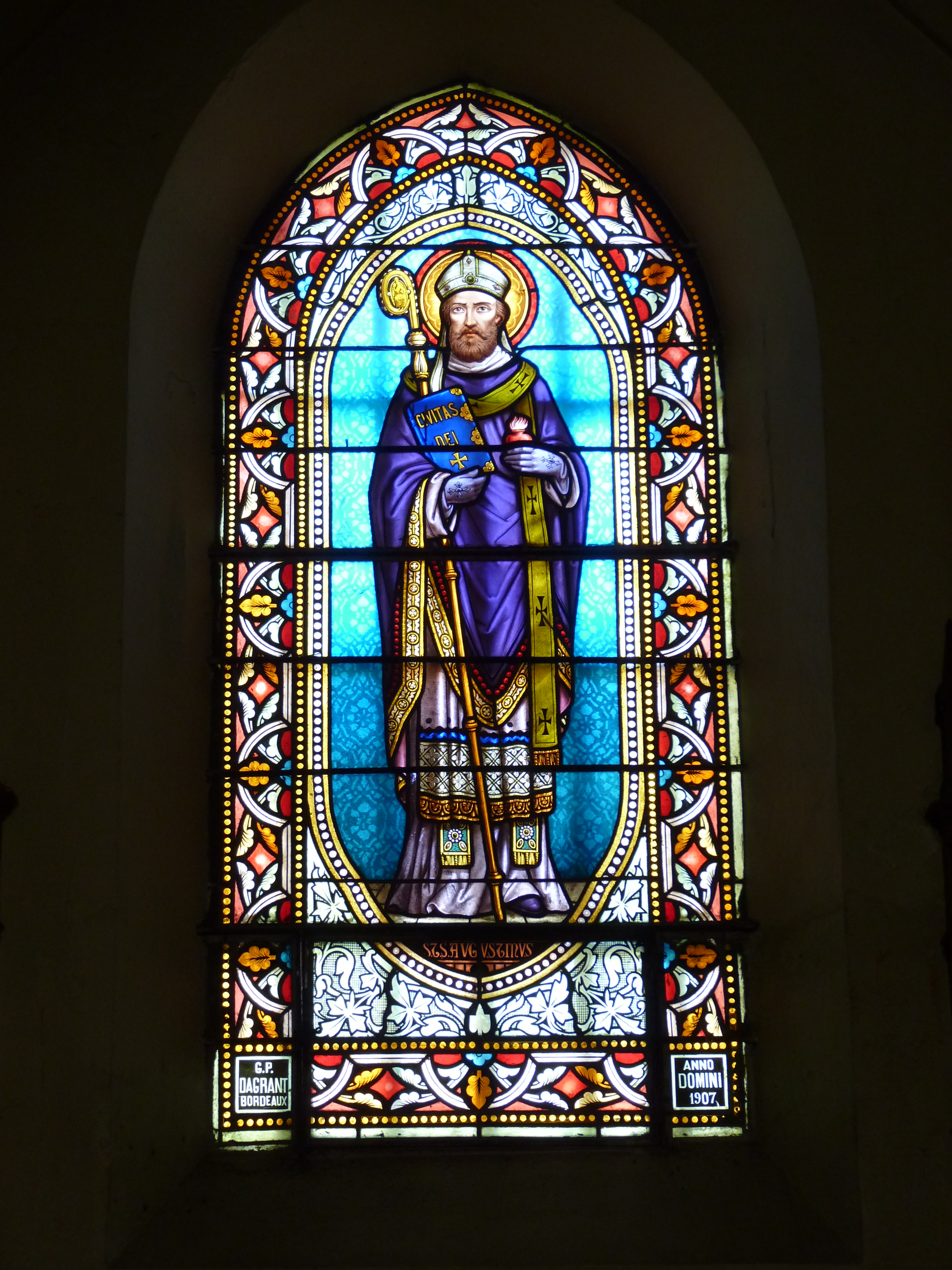
Vitrail signé G.P. Dragrant Bordeaux
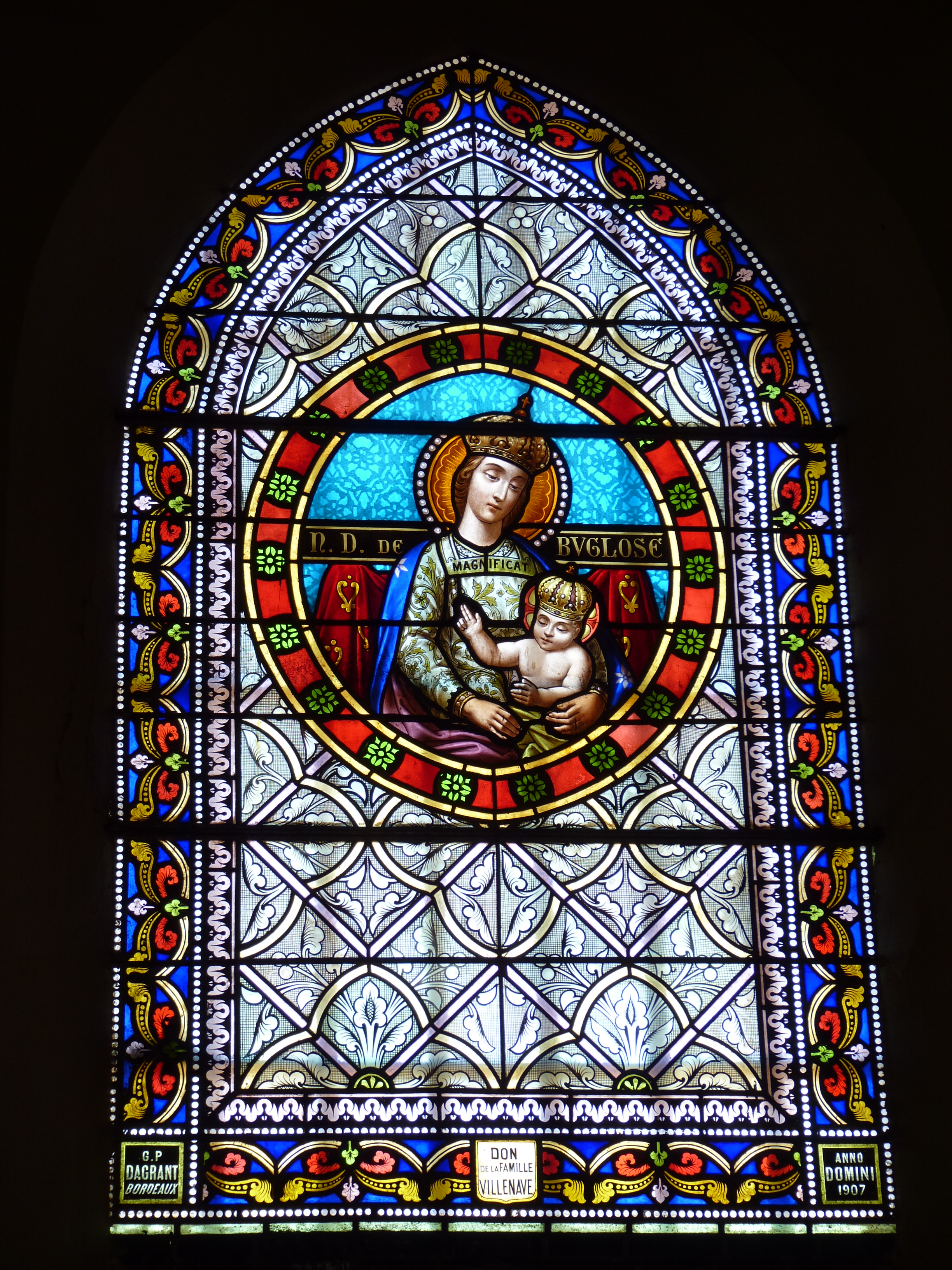
Vitrail signé G.P. Dragrant Bordeaux
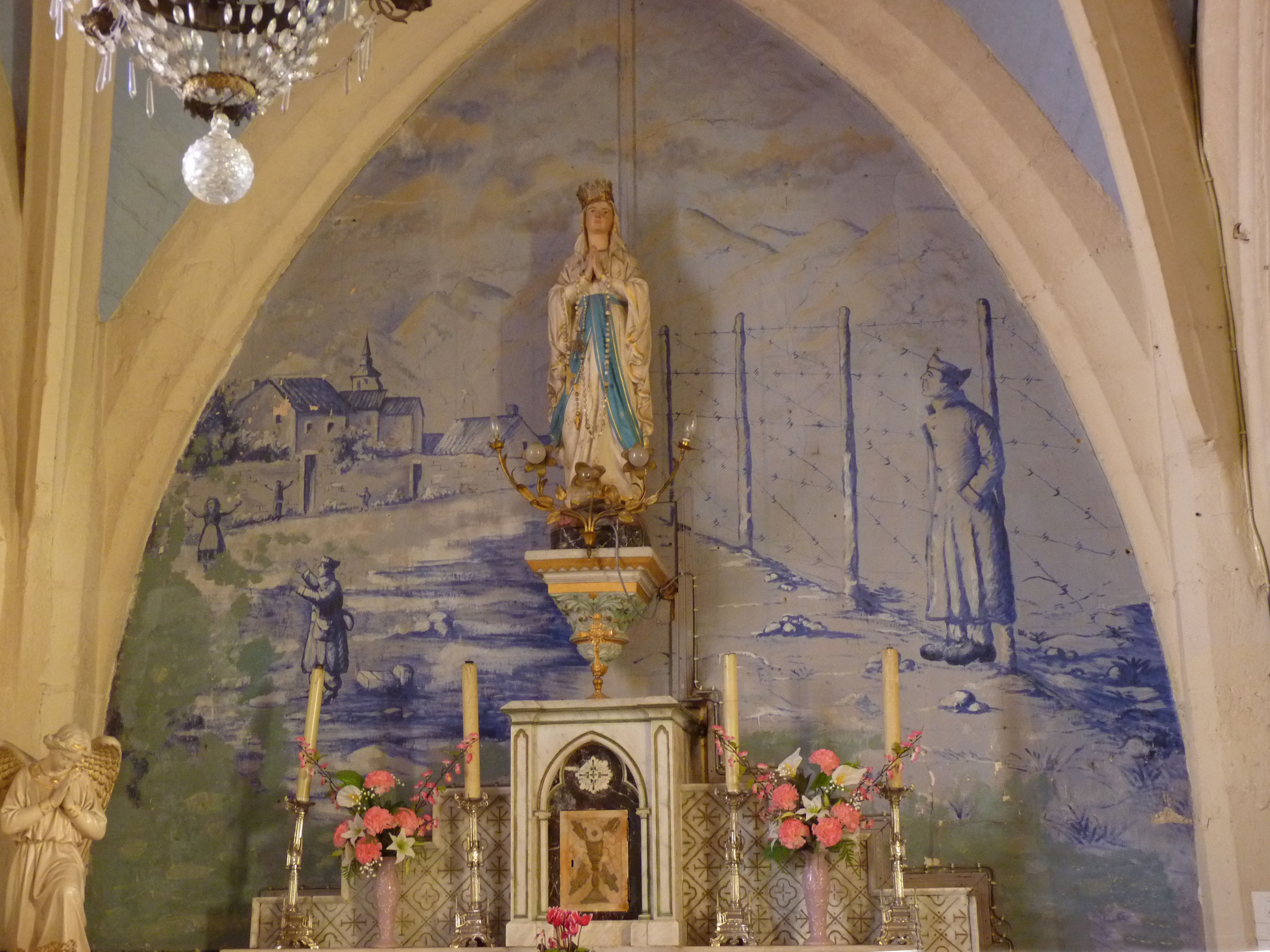
L'œuvre de Duvigneau
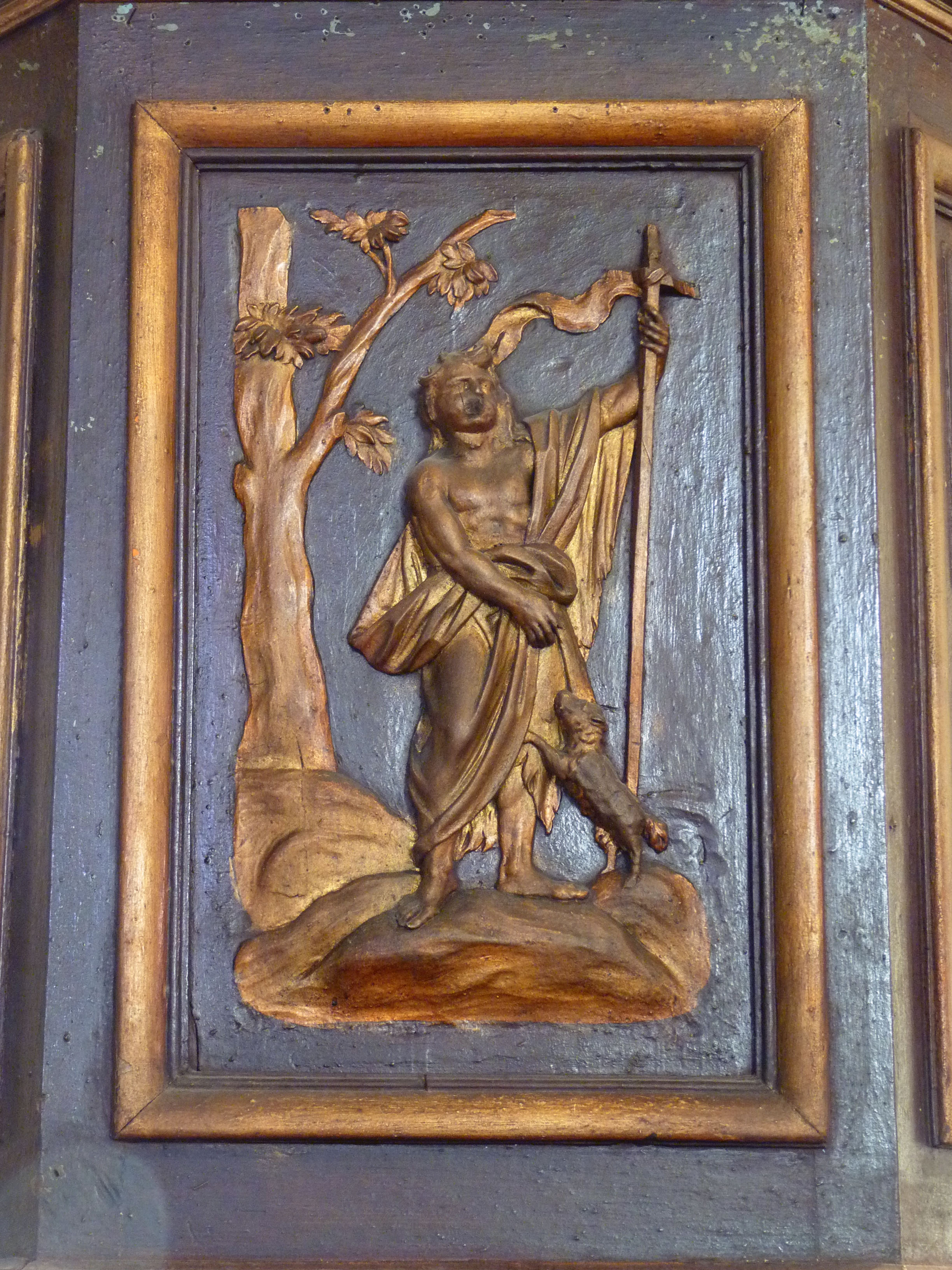
Représentation de Saint Roch
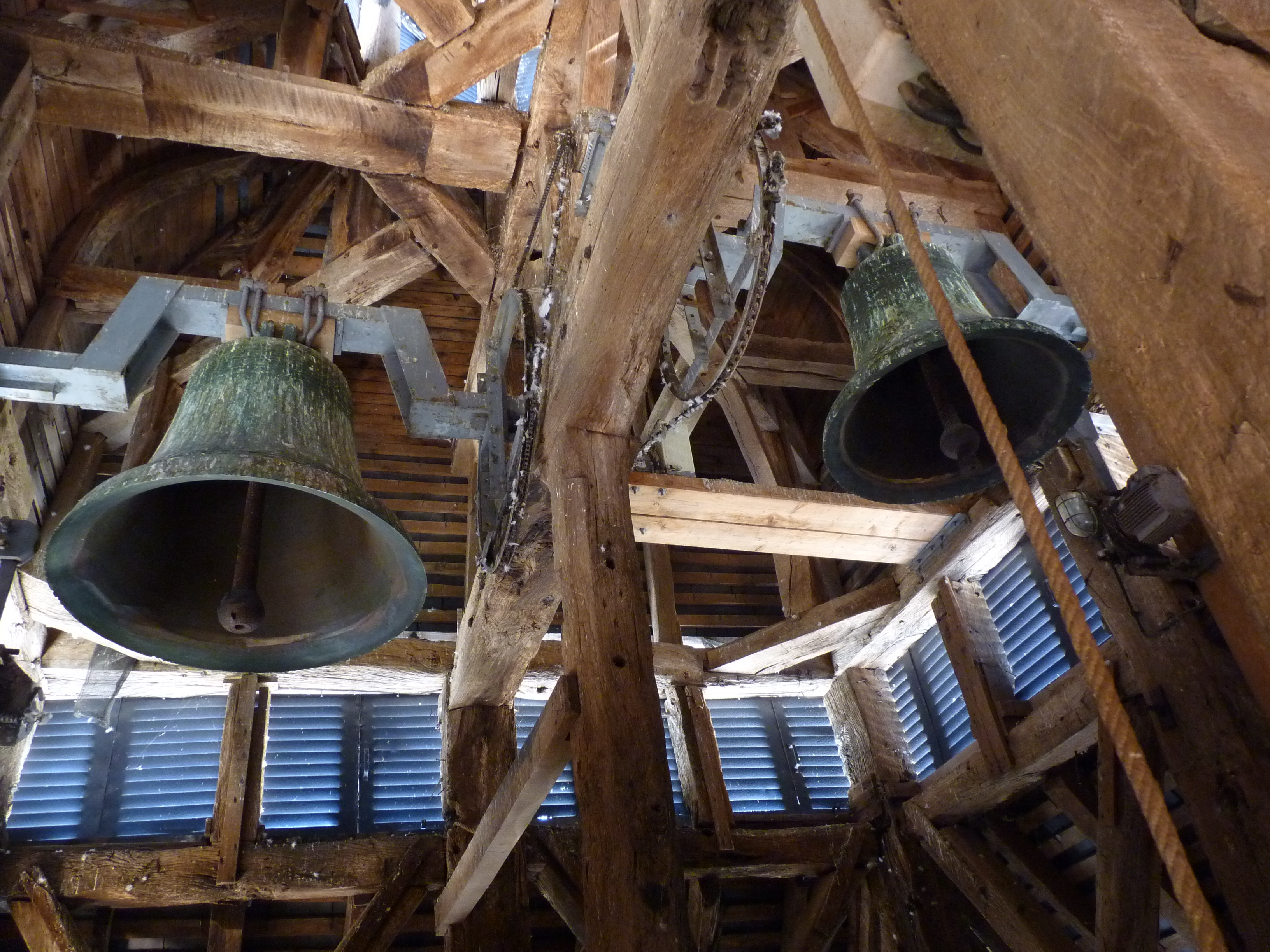
Les cloches - Détail de la charpente du bulbe
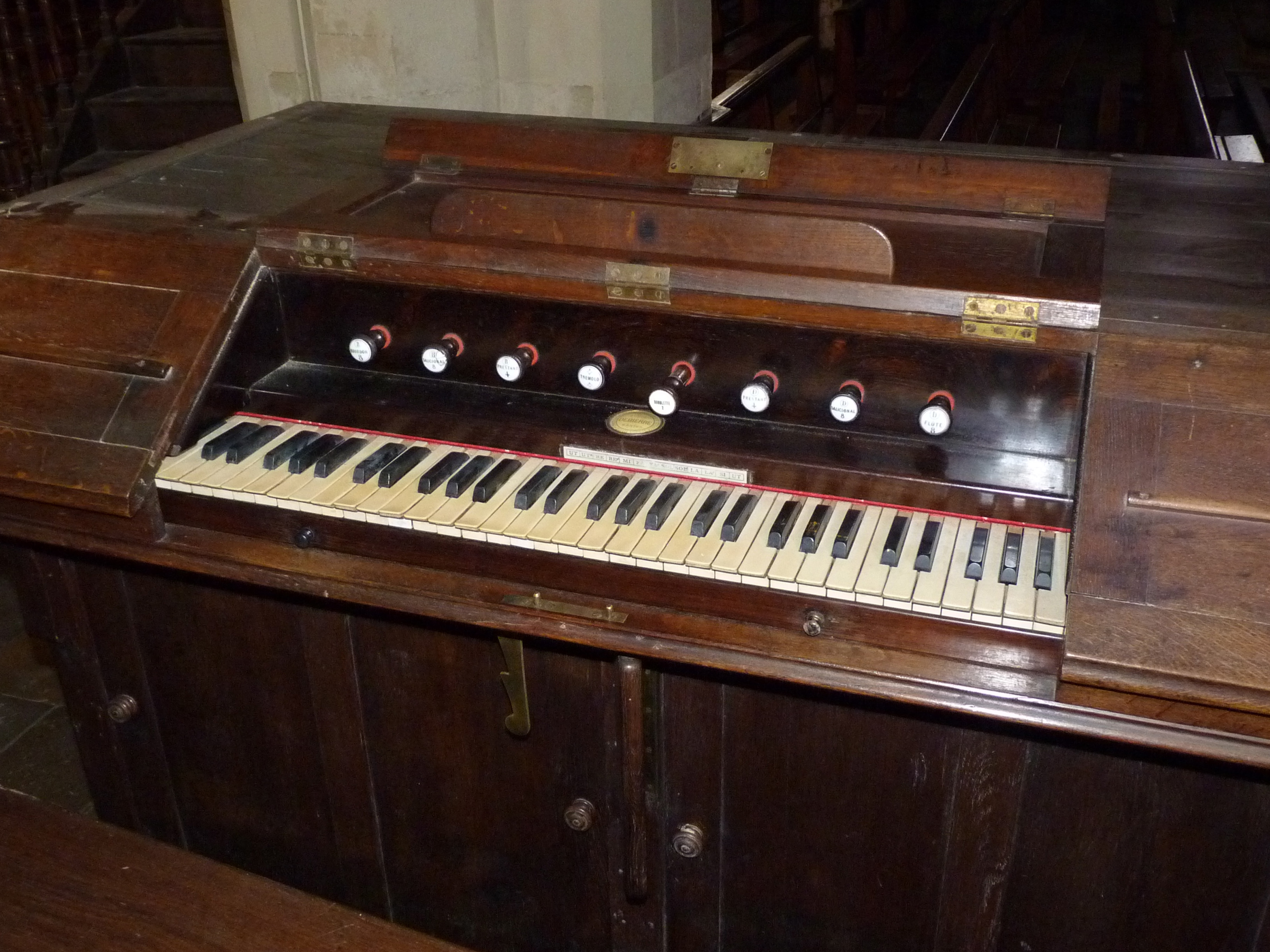
L'orgue Debierre
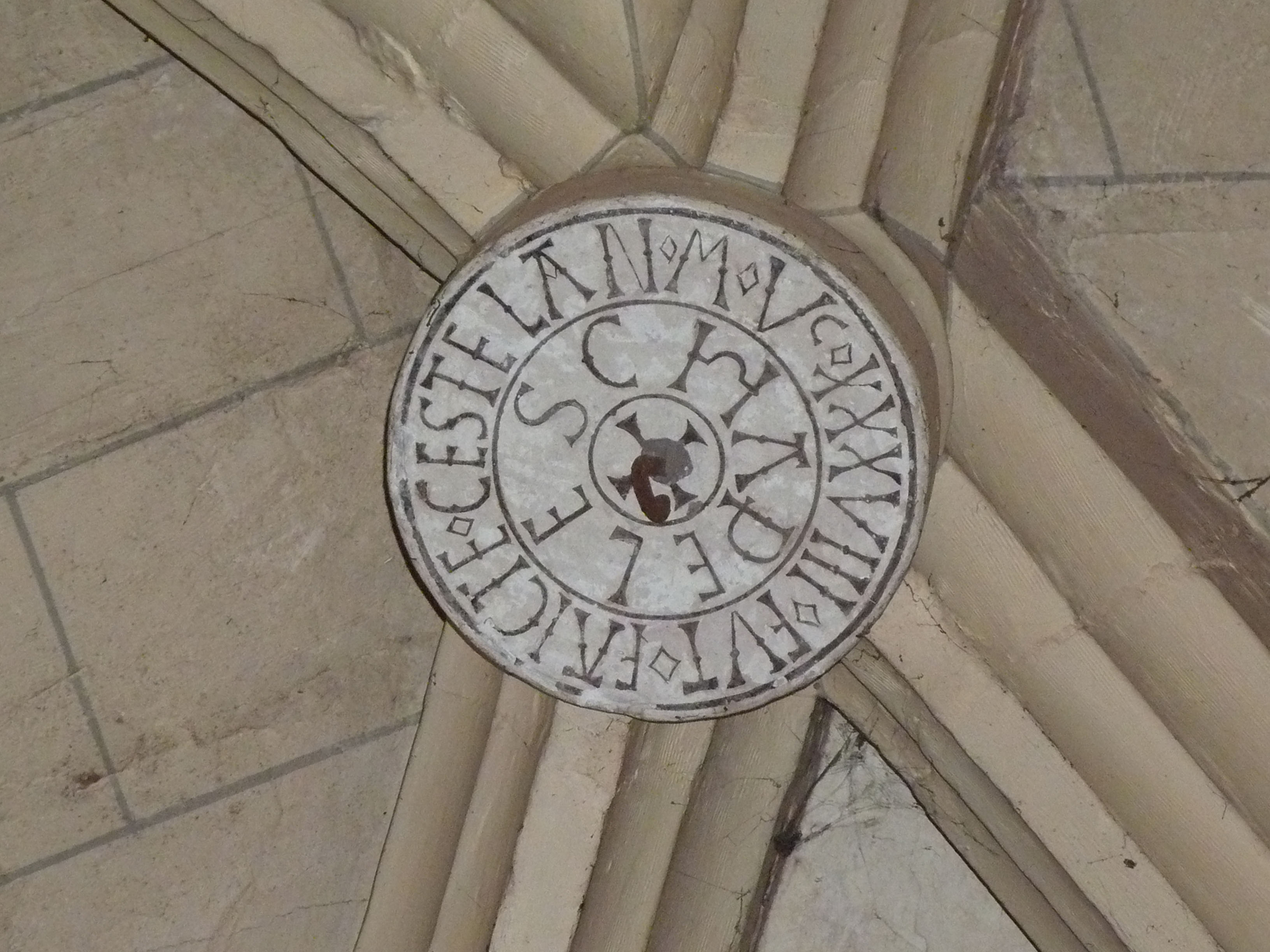
L’an MVCXXXVIII ceste chapeles fut faicte

D'autres photographies sont disponibles en cliquant sur 

## L'orgue
L'église Saint-Barthélemy possède un petit orgue signé "Debierre - Nantes". L'instrument dispose d’un clavier transpositeur de 56 notes et de 5 jeux : Bourdon 8 (B), Salicional 8 (B&D), Prestant 4 (B&D), Flûte 8 (D), Doublette 2 et d’un Trémolo.